# هینتلشم
هینتلشم (به انگلیسی: Hintlesham) یک روستا و محله مدنی در بریتانیا است که در Babergh واقع شده‌است. هینتلشم ۶۰۹ نفر جمعیت دارد.